# Виноградов, Владимир Алексеевич
Влади́мир Алексе́евич Виногра́дов (2 июля 1921, Казань, АТССР, РСФСР — 27 декабря 2017, Москва, Россия) — советский и российский историк экономики, организатор науки.
Доктор экономических наук (1965), действительный член АН СССР (26.12.1984, член-корреспондент c 01.07.1966). Лауреат Государственной премии СССР (1982) и премии им. Н. Г. Чернышевского АН СССР (1970).

## Биография
В 1939 году окончил среднюю школу и поступил на моторостроительный факультет Казанского авиационного института, с первого курса осенью 1939 года был призван в Красную Армию. Участвовал в присоединении Бессарабии и Северной Буковины к СССР.
Участник Великой Отечественной войны; был тяжело ранен в июле 1941 года. После лечения поступил на историко-филологический факультет Казанского университета, а в 1943 году стал студентом факультета международных отношений МГУ. С 1943 года — член ВКП(б), затем КПСС.
Окончил Московский институт международных отношений МИД СССР (1948). Работал в секретариате Академии наук СССР. В 1954 году защитил кандидатскую диссертацию на тему «Социалистическое обобществление средств производства в промышленности СССР», в 1954—1960 годах преподавал на кафедре политической экономии МГУ. В 1964 году получил степень доктора экономических наук за монографию «Вопросы теории и практики социалистической национализации промышленности».
В 1967—1975 годах — заведующий сектором в Институте мировой экономики и международных отношений АН СССР. В 1972—1998 годах — директор Института научной информации по общественным наукам (ИНИОН).
Супруга — физик Марианна Брониславовна Виноградова.
Похоронен на Кунцевском кладбище.

## Награды
Награждён орденами Ленина (29 июля 1981 года) — за заслуги в развитии общественных наук, подготовке научных кадров и в связи с шестидесятилетием со дня рождения, Октябрьской Революции (1975), Трудового Красного Знамени (1967, 1971), Отечественной войны I степени (1985), «За заслуги перед Отечеством» IV и III степени (1996, 2003), Почёта (2011), Кирилла и Мефодия I степени (НРБ, 1988), медалями.

## Основные работы
- Социалистическое обобществление средств производства в промышленности СССР (1917—1918 гг.). М., 1955;
- Вопросы теории и практики социалистической национализации промышленности. М., 1964, 1965;
- Социалистическая национализация промышленности. М., 1966 (на англ. яз.), М., 1969 (на фр. и исп. яз.);
- Основные закономерности построения социалистической экономики, М., 1967 (в соавт.);
- Социалистическая собственность: пути образования и экономические преимущества, М., 1968 (на англ. яз.), М., 1969 (на фр. яз.);
- Ленинские идеи рабочего контроля в действии, М., 1969;
- Общественные науки и информация. М., 1978;
- Проблемы информационной деятельности в области социального и гуманитарного знания: статьи и доклады. М.: ИНИОН РАН, 2001 (реферат);
- Мой XX век. Воспоминания. 2-е изд. М., 2005.
- Экономическая история и современность: к 20-летию Научного совета РАН по проблемам российской и мировой экономической истории. — Саранск, 2009 (в соавт. с Н. М. Арсентьевым и Л. И. Бородкиным)